# Xıdırlı (Salyan)
Xıdırlı è un comune dell'Azerbaigian situato nel distretto di Salyan. Conta una popolazione di 2 977 abitanti.